# Panagiotis Kefalas

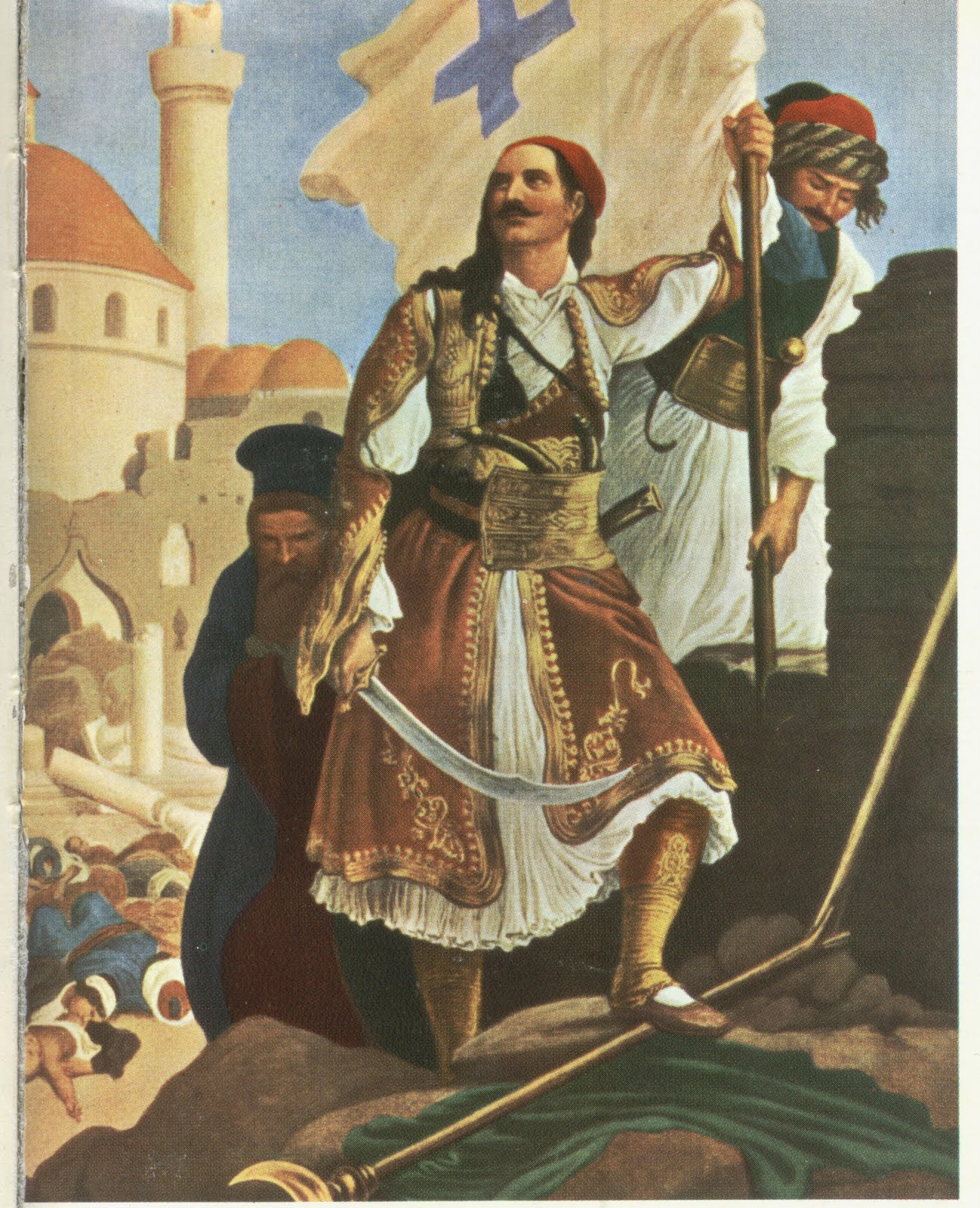
Panagiotis Kefalas hisst eine Flagge der Revolution auf den Mauern von Tripolitsa – Peter von Hess

Panagiotis Kefalas (griechisch: Παναγιώτης Κεφάλας; * 1785 in Dyrrachio, Arkadien; † 20. Mai 1825 bei Maniaki, Messenien) war ein griechischer Freiheitskämpfer, General sowie Mitglied der Filiki Eteria während der Griechischen Revolution. Er nahm an vielen wichtigen Schlachten des Krieges auf dem Peloponnes und in Zentralgriechenland teil und zog gegen die Expedition von Mahmud Dramali Pascha. Panagiotis war einer der Ersten, die nach der Belagerung von Tripolitsa in die Stadt einmarschierten und auf der Stadtmauer symbolisch eine Flagge der Revolution hissten. Letztlich fiel er zusammen mit Papaflessas im Kampf gegen Ibrahim Pascha bei der Schlacht von Maniaki.

## Frühes Leben
Panagiotis wurde einigen Quellen zufolge im Jahr 1785 oder 1790 geboren, das genaue Datum seiner Geburt ist unbekannt. Schon in jungen Jahren schlug er den Weg der Klephten ein, als Sohn von Zacharias Barbitsiotis, einem bekannten Anführer von Klephten auf dem Peloponnes. Während der osmanischen Säuberungen von 1805 bis 1806 wurde er von den Behörden vertrieben und floh in das Hochland seiner Provinz, wo er Grigorios Dikeos (Papaflesas) und dessen Bruder Nikitas traf. Im Jahr 1819 wurde er schließlich von Papaflessas in dem revolutionären Geheimbund Filiki Eteria aufgenommen und begleitete ihn zur Konferenz von Vostitsa (Januar 1821) sowie zu einem geheimen Treffen der Filiki Eteria in Dyrrachio Anfang März 1821.

## Revolutionäre Aktivitäten

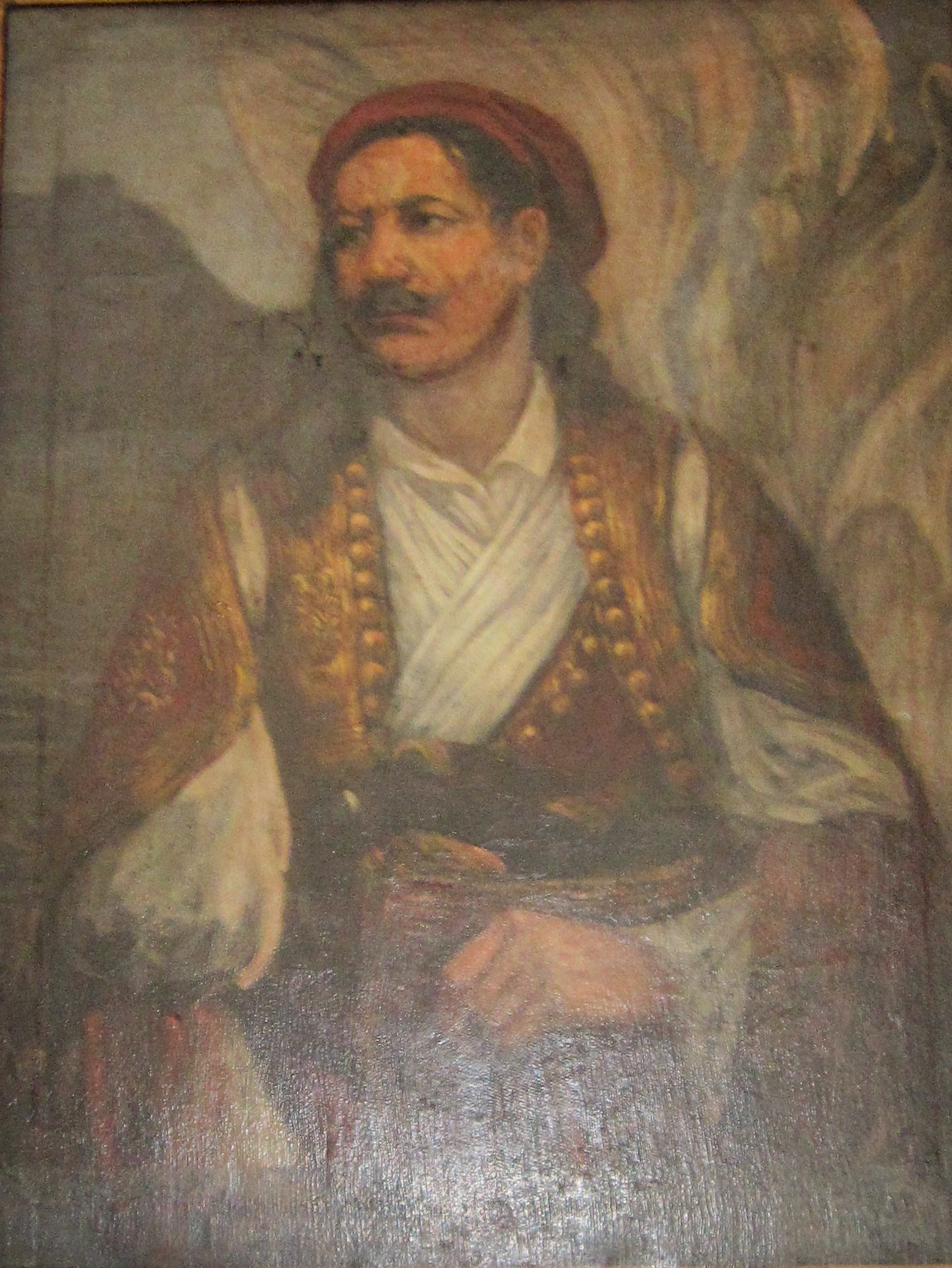
Porträt von Panagiotis Kefalas

Panagiotis galt als kriegsbegeistert und unermüdlich. Die Ausrufung der Revolution in Kalamata veranlasste ihn, an der Spitze einer stark bewaffneten Truppe in die messinische Stadt hinabzusteigen, wo er sich mit Gruppen von Manioten und mit der Armee von Theodoros Kolokotronis zusammentat. Panagiotis nahm an fast allen wichtigen Schlachten der Revolution teil, wie der Schlacht von Levithi und der Schlacht von Valtetsi sowie an der Belagerung von Tripolitsa, wobei er ein Kontingent von etwa 600 bewaffneten Männern anführte. Panagiotis soll besonders darin talentiert gewesen sein, loyale Männer für sich und den Kampf akquiriert zu haben. Er selbst habe seit Beginn der Revolution viele Verluste innerhalb seiner Familie hinnehmen müssen. Er kämpfte weiterhin bei Neokastro (Pylos) und Methoni, wo er die Landung der feindlichen Flotte verhinderte. Er nahm 1822 mit 600 Mann bei Argos an den militärischen Operationen gegen Mahmud Dramali Pascha teil sowie bei der Schlacht von Vasilika, in Perachora und schließlich bei dem bedeutenden Sieg bei der Schlacht von Dervenakia und zeichnete sich dabei militärisch aus.
1822 verlieh ihm das Parlament den Rang des Unterführers, ein Jahr später den Rang des Hauptmanns und wenige Monate später den Rang des Generals, den höchsten Rang der militärischen Führung während der Revolutionszeit. In der Zeit der Bürgerkriege von 1823 bis 1825 schlug er sich – anders als die meisten peloponnesischen Kämpfer – auf die Seite der Kontrahenten von Kolokotronis und kämpfte mithin gegen seine Truppen. In der Bibliothek des griechischen Parlaments, befindet sich ein von Kefalas geschriebenes Dokument, welches an das Kriegsministerium adressiert war. Dieses Dokument soll auch als Gegenstand in der altertumswissenschaftlichen Schriftenreihe Palingenesia behandelt sollen sein. In dieser Schrift berichtet Kefalas über über seine Teilnahme an den Kämpfen der Revolution. Er erklärt weiterhin, dass er mit Beginn der Revolution nach Kalamata gelaufen sei, um gegen die Türken zu kämpfen, und sammelte anschließend 500 Männer und ging nach Ano Fanari in Arkadien. Ein paar Tage später kämpfte er in der Karitena und von dort aus kämpfte er mit Papatsonis bei der entscheidenden Schlacht von Valtetsi. Anschließend kämpfte Panagiotis bei Silimna, bei der Schlacht von Trikorfa, in Agios Vasilios und Agios Sostis, wo es öfter zu Scharmützeln mit den Osmanen kam. Dann zog er mit anderen zusammen mit anderen in Tripolitsa ein und hisste die die griechische Flagge auf der Stadtmauer. Er selbst erwähnt nichts über diesen symbolisch wichtigen Akt des Hissens. In seinem Bericht an das Ministerium erwähnt er lediglich, dass er 22 Soldaten verloren hat, von denen acht seine Verwandte waren.
Er folgte seinem Freund und Weggefährten Papaflessas nach Messenien, in die Schlacht von Maniaki gegen die Truppen von Ibrahim Pascha. Die Anfeindungen zwischen den griechischen Rebellen aus den beiden Bürgerkriegen der letzten Jahre fraß sich durch die Reihen. Viele Soldaten flohen im Kampf gegen Ibrahim Pascha. Panagiotis wurde am 20. Mai 1825 in einem benachbarten Ort getötet. Neben ihm und Papaflessas sind auch 300 oder 600 Soldaten gefallen.

## Ehrung
Die Stadtverwaltung von Megalopoli und die Gemeinde Dyrrachios veranstalteten 2022 eine Ehrung in Gedenken an Panagiotis Kefalas. Die Veranstaltung beinhaltete Grußworte und Kranzniederlegungen. Weiterhin steht in Dyrrachio eine Büste mit seinem Abbild. In Kalamata existiert außerdem ein Kulturverein mit dem Namen „Panagiotis Kefalas“.